# Republiški štab Teritorialne obrambe Republike Slovenije
Republiški štab Teritorialne obrambe Republike Slovenije (tudi Republiški štab za teritorialno obrambo; kratica: RŠTO) je bil vrhovni štab Teritorialne obrambe (S)R Slovenije (TO RS).

## Zgodovina
RŠTO je bil ustanovljen 23. aprila 1975 s preimenovanjem Glavnega štaba TO RS.
V sklopu preoblikovanja slovenskih oboroženih sil (s sprejetjem Zakona o obrambo 20. decembra 1994) so RŠTO preoblikovali v Generalštab Slovenske vojske.

## Poveljstvo
1991
- načelnik: polkovnik / general Janez Slapar
- načelnik operativnega oddelka in namestnik načelnika: podpolkovnik Danijel Kuzma
- načelnik učnega oddelka: major Alojz Bogataj
- načelnik zalednega oddelka: podpolkovnik Anton Vereš (zamenjan)
- vodja odseka za organizacijsko-mobilizacijske zadeve: kapetan 1. razreda Iztok Likar
- vodja obveščevalnega oddelka: podpolkovnik Miloš Bregar
- vodja odseka zvez: poročnik Franci Kokoravec
- vodja odseka protizračne obrambe: poročnik Dragan Bavčar
- vodja odseka za inženirstvo: podpolkovnik Savo Nešković
- v.d. odseka topništva: major Boris Ožbolt
- vodja odseka za usposabljanje: major mag. Pavle Vindišar